# Tadeusz Zbigniew Zbiegień
Tadeusz Zbigniew Zbiegień (ur. 24 sierpnia 1901 w Lubaczowie, zm. 8 marca 1997) – kapitan piechoty Wojska Polskiego II RP i pułkownik ludowego Wojska Polskiego.

## Życiorys
Urodził się 24 sierpnia 1901 w Lubaczowie, w rodzinie Romualda (w 1914 oficjał kancelaryjny C. K. Sądu Powiatowego w Jarosławiu). Uczył się w C. K. Gimnazjum w Jarosławiu, gdzie w 1918 ukończył V klasę.
W Wojsku Polskim został mianowany podporucznikiem piechoty ze starszeństwem z dniem 15 sierpnia 1927. Służył w 6 pułku Strzelców Podhalańskich w Stryju. Następnie awansowany na porucznika ze starszeństwem z dniem 15 sierpnia 1929. W 1932 pozostawał w dyspozycji szefa Departamentu Piechoty Ministerstwa Spraw Wojskowych. W latach 30. został awansowany na stopień kapitana piechoty. Według stanu z marca 1939 był oficerem 24 pułku piechoty i pełnił funkcję dowódcy plutonu strzeleckiego przy Dywizyjny Kursie Podchorążych Rezerwy 27 Dywizji Piechoty. Po wybuchu II wojny światowej w 1939 podczas kampanii wrześniowej pełnił funkcję II adiutanta dowódcy 24 pułku piechoty.
Po zakończeniu II wojny światowej był oficerem ludowego Wojska Polskiego. Służył w Oficerskiej Szkoły Piechoty i Kawalerii Nr 1, w 1945 w stopniu majora, w 1946 w stopniu podpułkownika był w kadrze Oficerskiej Szkoły Piechoty i Kawalerii Nr 1. Od 22 października 1946 do 7 maja 1947 sprawował stanowisko dowódcy 16 Kołobrzeskiego pułku piechoty w Krakowie. Według informacji opublikowanych po latach przez Instytut Pamięci Narodowej był podejrzewany o współpracę z obcym wywiadem, a sprawę w tym zakresie prowadził od 1946 do 1955 Wojewódzki Urząd Spraw Wewnętrznych w Krakowie. Do końca życia był w stopniu pułkownika.
Zmarł 8 marca 1997. Został pochowany na cmentarzu Powązkowskim w Warszawie (kwatera 257 d-4-7).

## Ordery i odznaczenia
- Krzyż Walecznych (przed 1928)[6]
- Złoty Krzyż Zasługi (1 października 1946)[12]
- Medal Niepodległości (16 marca 1937)[16]
- Srebrny Krzyż Zasługi (przed 1939)[9]